# يوردان بينيف
يوردان بينيف هو لاعب كرة قدم بلغاري في مركز الوسط، ولد في 25 مايو 1988 في فارنا في بلغاريا. لعب مع نادي سبارتاك فارنا.